# Прохорова Марія Іларіонівна
Марія Іларіонівна Прохорова (20 липня 1901, с. Леошкіно (Левошкіно), Санкт-Петербурзька губернія — 1993) — радянський біолог, ректор Молотовського університету (2 жовтня 1937 — 12 червня 1940), декан біолого-ґрунтового факультету Ленінградського державного університету, директор фізіологічного інституту ім. Олексія Олексійовича Ухтомського (1955–1958), член Міжнародного нейрохімічного товариства, доктор біологічних наук, професор, учасниця німецько-радянської війни.

## Біографія
У 1924 році закінчила біологічне відділення фізико-математичного факультету Ленінградського державного університету. У 1934 році закінчила там само аспірантуру.
На початку 30-х років деякий час працювала в Дев'ятинській школі Витегорського повіту Лодейнопольського округу Ленінградської області (нині Витегорський район Вологодської області), займаючись позакласною роботою.
Із1935 по 1937 рік працювала заступником декана біологічного факультета, була старшим науковим співробітником Фізіологічного інституту та асистентом, а потім доцентом кафедри біохімії на біологічному факультеті Ленінградського університету
У 1930 році стала членом ВКП (б).
Із 2 жовтня 1937 року по 12 червня 1940 року — ректор Молотовського (Пермського) університету.
Була учасницею Всесоюзних з'їздів фізіологів і біохіміків у 1934 році і в 1937 році. У 1935 році була делегаткою і доповідачкою на XV Міжнародному фізіологічному конгресі (Москва, Ленінград).
Із 1940 по 1941 рік працювала доцентом кафедри біохімії біологічного факультету Ленінградського університету.
Із 1941 по 1942 рік виконувала обов'язки завідувача кафедри біохімії Ленінградського університету в Саратові.
Із 1952 року — професор кафедри біохімії. Із 1955 по 1958 рік — декан біолого-ґрунтового факультету Ленінградського державного університету і директор Фізіологічного університету ім. Олексія Олексійовича Ухтомського.
У роки німецько-радянської війни очолювала виконання спецтеми з вивчення газової гангрени з метою розробки шляхів її терапії в Ленінградському державному університеті. Під час блокади Ленінграда була членом групи протиповітряної оборони Ленінградського державного університету. Також вела науково-практичну роботу на базі нейрохірургічного госпіталю в Саратові.

## Наукова творчість
За ініціативи М. І. Прохорової в 1961 році в Ленінградському університеті була організована спеціальна лабораторія біохімії нервової системи.
М. І. Прохорова перша в Росія почала використовувати радіоактивний вуглець в експериментах на тваринах, запропонувавши методи визначення «мічених» сполук у тканинах тваринного організму.
Розроблені нею методичні підходи дозволили отримати нові фундаментальні дані, які змінили існуючі положення про вуглеводний, ліпідний та енергетичний метаболізм головного мозку і згодом вилилися у створення школи нейрохіміків Ленінградського університету. Ці роботи були високо оцінені вченими, підтвердженням цього стало обрання її членом міжнародного нейрохімічного товариства.
М. І. Прохорова підготувала понад 40 кандидатів біологічних наук і 6 докторів біологічних наук.

## Вибрані роботи
Загальна кількість публікацій: наукові статті — близько 200, навчальні посібники — 3.
- Прохорова М. П., Тупикова З. Н. Методы определения радиоактивного углерода Ц14 в компонентах углеводного и липидного обмена. Л.: Изд-во Ленингр. ун-та, 1959. 103 с.
- Прохорова М. П., Тупикова З. Н. Большой практикум по углеводному и липидному обмену. Л.: Изд-во Ленинградского унив., 1965. 219 с.
- Прохорова М. П. Ефим Семенович Лондон. Брошюра / М. И. Прохорова, А. М. Дубинский; ред. И. П. Дубровская. Ленинград: Ленинградский университет, 1969. 61 с.
- Прохорова М. П. Нейрохимия: избранные разделы: учебное пособие. Л.: Изд-во Ленинградского ун-та, 1979. 269 с.
- Прохорова М. П. Методы биохимических исследований: липидный и энергетический обмен: учебное пособие. Ленинград: Изд-во Ленинградского университета, 1982. 271 с.,

## Нагороди
- Орден Леніна (1960)
- Орден «Знак Пошани» (1953)
- Медаль «За оборону Ленінграда» (1944)
- Медаль «За доблесну працю у Великій Вітчизняній війні» (1946)
- Почесне звання «Заслужений діяч науки РРФСР» (1965)